# Музей В. И. Чапаева (Чебоксары)
Музе́й В. И. Чапа́ева (чув. В. И. Чапаев музейĕ) — филиал Чувашского национального музея, научно-просветительное учреждение Чувашской Республики. Занимается изучением, сохранением и показом событий периода Гражданской войны на примере жизни и деятельности В. И. Чапаева, его боевых соратников и политических противников. Здание музея с августа 2025 года является объектом культурного наследия регионального значения.
В музейный комплекс входят сквер имени Чапаева, здание музея В. И. Чапаева, мемориальный дом Чапаевых, памятник В. И. Чапаеву, мемориальная стена с барельефами Д. А. Фурманова, М. В. Фрунзе, М. Н. Тухачевского, В. В. Куйбышева, И. С. Кутякова. 

## История
Музей В. И. Чапаева построен на общественных началах по проекту архитектора М. Суслова недалеко от тех мест, где родился В. И. Чапаев. Открыт музей 9 мая 1974 года по инициативе Чувашского обкома ВЛКСМ и Чувашского республиканского краеведческого музея.
В 1986 году рядом с музеем установлен дом, в котором родился В. И. Чапаев. В нём создана историко-бытовая экспозиция предметов быта пригородных русских крестьян конца XIX века, характерная для семьи Чапаевых.
В оформлении здания музея использованы произведения монументально-декоративного искусства художников Чувашии. Материалы экспозиции музея рассказывают о В. И. Чапаеве, его соратниках, представителях военной династии, дивизии им. Чапаева, наших[чьих?] земляках-чапаевцах — наследниках боевых традиций, о создании образа В. И. Чапаева в искусстве и т. д.
Помощь в становлении музея оказали доктора исторических наук В. Д. Димитриев, И. Д. Кузнецов, кандидаты исторических наук С. Н. Хаймумен, А. В. Изоркин, сотрудник Центрального Государственного архива Чувашской Республики А. В. Нестеров, И. И. Музыкантов и др., бывшие работники облвоенкомата Чувашской Республики И. С. Раскидной, П. М. Мещеряков, К. С. Дубов, директор от общественности А. А. Рожков, бывший директор краеведческого музея А. А. Авдеева и др. Вклад в создание экспозиции музея внесли боевые соратники Чапаева: Н. М. Хлебников, П. С. Евлампьев, П. А. Володихин, М. А. Попова, А. В. Беляков, С. Ф. Данильченко, дочь и сын В. И. Чапаева Александр Васильевич и Клавдия Васильевна Чапаевы, которые выделили из личных архивов необходимые материалы.
Авторами экспозиции музея являются заслуженный работник культуры Чувашской АССР А. С. Зерняева и заведующая музеем В. И. Бровченкова. Её оформили художники Чувашского отделения художественного фонда РСФСР Ю. И. Богдяж, А. И. Иванов и другие.

## Музейный комплекс
Здание музея В. И. Чапаева имеет форму развёрнутого знамени, на передней части которого помещена скульптурная группа «Конница Чапаева», выполненная из меди. Одна из стен здания плавно переходит в горизонтальную стелу, представляющую собой постамент для пяти барельефов: Д. А. Фурманова, М. В. Фрунзе, М. Н. Тухачевского, В. В. Куйбышева, И. С. Кутякова. Внутренние интерьеры экспозиции дополняют витраж «Красная Армия», выполненный из цветного хрусталя, медное чеканное панно «Боевые действия чапаевской дивизии» и бронзовый бюст В. И. Чапаева.

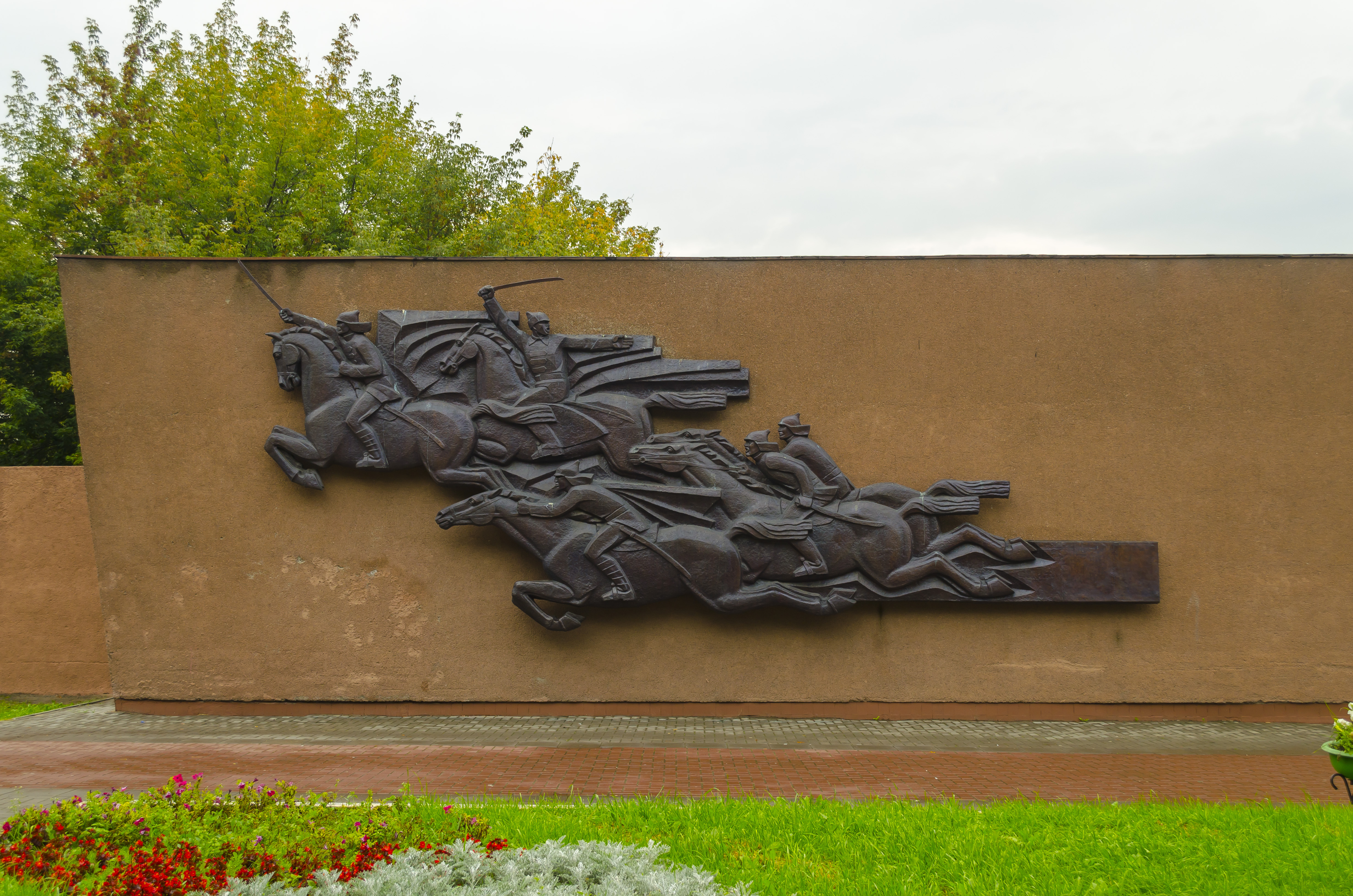
Барельеф на музее Чапаева

На стендах и турникетах музея помещены фотографии навечно зачисленных в списки 25-й Чапаевской дивизии: Героев Советского Союза К. М. Антонова, И. И. Кувина, И. А. Кабалина, девушек Героев Советского Союза Л. М. Павличенко, Н. А. Ониловой, различных эпизодов боевой жизни дивизии; материалы об участнике обороны Одессы и Севастополя М. М. Матвееве, оружие периода Великой Отечественной войны.
Рядом с музеем находится Дом-музей Чапаева, который был перенесён сюда в 1986 году. В доме воссоздан интерьер русской крестьянской избы конца XIX века, использованы подлинные предметы быта, утвари, принадлежавшие родственникам В. И. Чапаева из деревень Будайка и Гремячево.

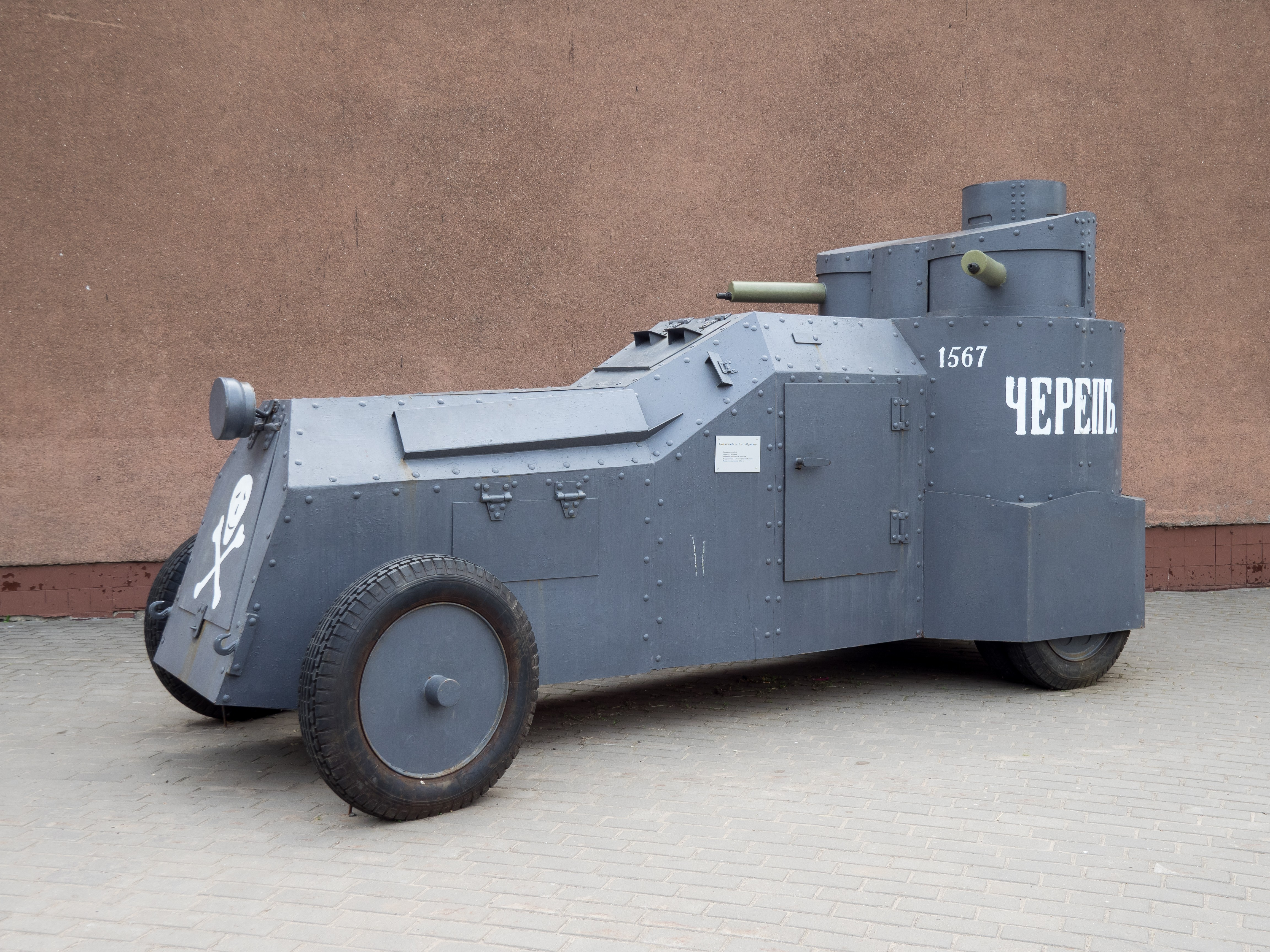
Макет бронеавтомобиля

Возле музейного комплекса установлен макет бронеавтомобиля «Мгебров-Изотта-Фраскини».

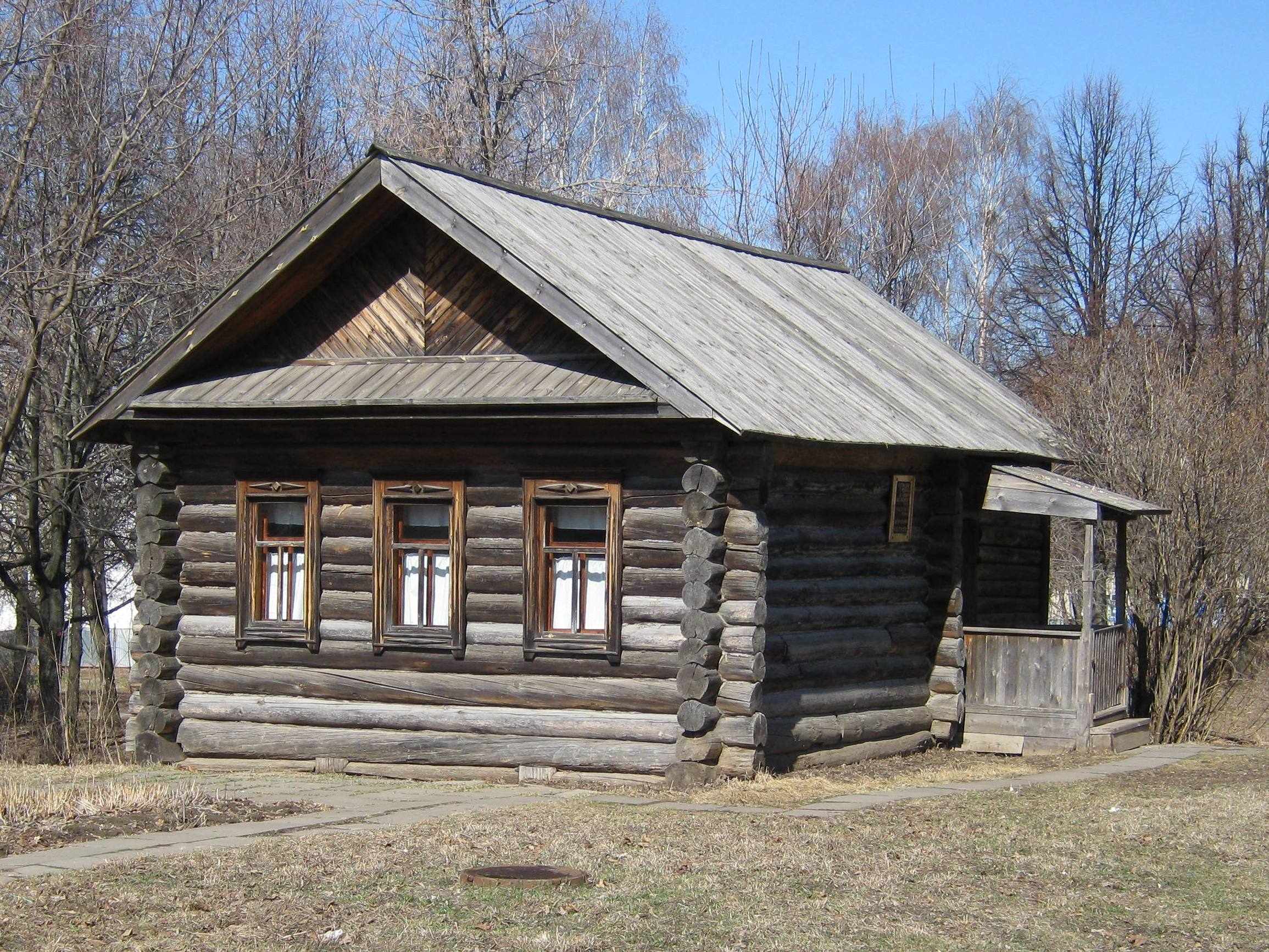
Дом, в котором родился В. И. Чапаев

## Основные экскурсии
- «В. И. Чапаев — наш земляк» — о жизни и деятельности Чапаева и его соратниках, Чапаевской дивизии, Чапаевской военной династии, о преемственности боевых традиций в партизанских отрядах, движении сопротивления в годы Великой Отечественной войны.
- «На родине В. И. Чапаева».

## Деятельность
Музей ведёт исследовательскую, собирательскую и научно-просветительную работу. В музее организуются встречи с ветеранами войн, родственниками В. И. Чапаева, читаются лекции о жизни и деятельности В. И. Чапаева, его боевых соратниках, по истории гражданской войны и белого движения; проводятся уроки истории, встречи, занятия клубов по интересам, кинолектории по актуальной тематике, просмотры фильмов о В. И. Чапаеве, его соратниках, исторической хронике. Продолжается экспозиционная работа, выявление и сбор документов, материалов о В. И. Чапаеве, его родственниках, соратниках, истории гражданской войны, о чапаевцах периода Великой Отечественной войны.